# Eucremastus cyphostichae
Eucremastus cyphostichae là một loài tò vò trong họ Ichneumonidae.